# Kannegießerei
Die Ausdrücke Kannegießerei und Kannegießern bezeichnen schwätzerisches Politisieren ohne viel Sachverstand. Ein Kannegießer ist ein Stammtischpolitiker oder politischer Schwätzer.
Ursprünglich bezeichnete das Wort „Kanne(n)gießer“ einen Zinngießer, da von den Tätigkeiten in diesem Handwerk die Kannenproduktion besonders bedeutsam war. Die übertragene Bedeutung wurzelt in der Komödie „Der politische Kannengießer“  (Den politiske Kandestøber, Uraufführung in Kopenhagen 1722) des dänisch-norwegischen Dramatikers Ludvig Holberg, die von einem Hamburger Zinngießer handelt, der mit beschränktem Verstand große politische Reden führt. In diesem Sinne war das Wort im 19. Jahrhundert allgemein gebräuchlich. Im 20. Jahrhundert wurde er weitgehend durch Begriffe wie „Stammtischparolen“ verdrängt.

## Belege
„Die weite Verbreitung des Bieres ist zu beklagen. Es macht dumm, faul und impotent. Es ist Schuld an der demokratischen Kannegießerei, zu der sie sich dabei zusammensetzen. Ein guter Kornbranntwein wäre vorzuziehen.“

„Es ist die Schuld der unentschiedenen, schlaffen, energielosen Frankfurter Nationalversammlung, wenn ihre Beschlüsse derart sind, daß sich schwer andres über sie sagen läßt als bloße Kannegießereien.“

„Diese Bierhäuser, sind nebst den Kaffehäusern die eigentlichen Tempel der politischen Kannegießereien. Die Leute welche sie besuchen, dünken sich schon etwas von der Stimmung der Kabinette zu wissen, und mischen sich desto mehr in die Schlichtung der großen Welthändel, je weniger sie davon errathen.“

„…nur eins war fatal. Es wurde nämlich nach echt Berliner Brauch und Sitte nicht für jeden Gast ein Glas gereicht […], sondern das Glas stand in der Mitte des Tisches und jeder, der sich animiert fühlte […] holte sich mit dem Daumen an der Innenwand das Glas heran, hob dasselbe, trank und setzte es wieder an seinen Platz. Auf diese Weise wußte jeder der Gäste, wo er beim Trinken anzusetzen hatte, es waren die Merkmale der verschiedenen Daumen […] eine Art und Weise die gottlob verschwunden ist, aber auch die absolute Gemütlichkeit und vor allem die entzückendste Kannegießerei, die so recht das Bild des groß sein wollenden kleinen Berliners war. […] was wurde da nicht alles festgenagelt, was wurde da nicht politisiert, was wurde da nicht alles besser gewußt.“